# Осока скрытоплодная
Осо́ка скрытопло́дная, или Осо́ка пильчатопло́дная (лат. Carex lyngbyei) — многолетнее травянистое растение, вид рода Осока (Carex) семейства Осоковые (Cyperaceae).

## Ботаническое описание
Зелёное, тёмно-зелёное или сизо-зелёное растение с ползучим корневищем и толстыми побегами.
Стебли крепкие, большей частью гладкие, могут быть сильно шероховатыми и остро-трёхгранными, наверху поникающие, 30—120 см высотой, окружены при основании красновато-коричневыми, красновато-пурпурными, каштановыми или тёмно-бурыми, широкими, лосняшимися, слабо килеватыми, безлистными влагалищами листьев, в перепончатой части сетчато расщеплёнными.
Листья плоские, жёсткие, (3)5-10 мм шириной, быстро заострённые, с несколько назад завёрнутым краем, короче стебля.
Колоски в количестве 5—7, расставленные. Верхние (1)—3 колоска тычиночные, веретоновидные, булавовидные или линейно-продолговатые, до 6—7 см длиной; нижние 1—4 колоска пестичные или обоеполые (в последнем случае они наверху и с немногими незаметными тычиночными цветками, или верхний из них с хорошо заметной тычиночной частью), многоцветковые, густые, узкоцилиндрические или продолговатые, 2—8 см длиной, 0,8—1,2 см шириной, на гладких ножках 3-10 см длиной, поникающие. Чешуи тычиночных колосков ржавые или тёмно-бурые, линейно-ланцетные, с коротким остроконечием; пестичных — ланцетные, продолговато-ланцетные или яйцевидные, шиловидно-заострённые, без ости или с остью 1,5—4 мм длиной, каштановые и тёмно-бурые, со светлой серединой, с тремя жилками, в (1,5)2—2,5(3) раза длиннее мешочков, им равные или несколько короче и у́же их. Мешочки плоско-выпуклые, широкояйцевидные или продолговато-яйцевидные, кожистые или перепончатые, (2,7)3—3,5(4) мм длиной, пепельно-зелёные или сизоватые, позже буроватые, с обеих сторон с 6—8 тонкими жилками, в основании округлые, с коротким, цельным, мозолисто утолщённым, желтоватым, глянцевитым носиком, редко без него. Рылец 2. Нижний кроющий лист без влагалища, превышает соцветие.
Плодоносит в июне-августе.
Число хромосом 2n=76.
Вид описан с Фарерских островов.
Вид варьирует по длине кроющих чешуй, которые или значительно превышают длину мешочка (в 1,5 раза), или немного и редко почти равны им, а также по размерам пестичных колосков и по длине их ножки.

## Распространение экология
Европа: Исландия, Фарерские острова; Дальний Восток: все районы, преимущественно в приморской полосе, в том числе восток Чукотского полуострова, бассейны рек Канчалан, Анадыря, бассейн Пенжины и район Пенжинской губы, залив Корфа, посёлок Беринговский, Корякия, бассейн реки Тырмы — притока Буреи, Курилы (юг), Сахалин; Восточная Азия: Северо-Восточный Китай, острова Хоккайдо и Хонсю; Северная Америка: Алеутские острова, тихоокеанское побережье от Аляски, в том числе арктической (залив Коцебу), до северной части штата Калифорния, Лабрадор, южная оконечность и юго-западная часть Гренландии (к югу от 62° северной широты).
Растёт на сырых и болотистых местах по морским побережьям (иногда в полосе приливов), в приморских тундрах и на приморских лугах; встречается также в районах значительно удалённых от моря, где растёт по берегам зарастающих водоёмов, мелководьям, илистым отмелям, болотистым пойменным лугам, окраинам сфагновых болот; часто образует заросли.

## Значение и применение
Охотно поедается северным оленем (Rangifer tarandus). Растение скошенное в молодом состоянии даёт хорошее сено.